# Roux-en-Y-Magenbypass

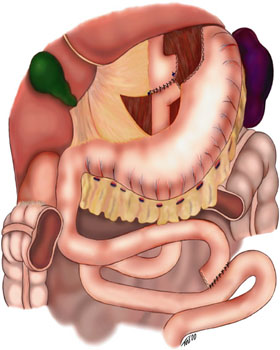
Operationsprinzip

Der Roux-en-Y-Magenbypass, kurz Magenbypass (englisch Gastric Bypass, auch RYGB), ist das Ergebnis eines operativen Eingriffs der Adipositaschirurgie, bei dem die Nahrungspassage durch den Magen-Darm-Trakt durch zwei künstlich geschaffene Verbindungen (Anastomosen) so umgeleitet wird, dass große Teile des Magens und Teile des Dünndarms umgangen werden. Die Verkleinerung des Magens begrenzt die aufnehmbare Nahrungsmenge, gleichzeitig führt die Verkürzung der Darmpassage zu einer gewollten Malabsorption. Bei stark adipösen Personen erzielt der Eingriff in der Regel eine längerfristig stabile Gewichtsreduktion. In vielen Fällen kommt es auch zur Remission eines als Begleiterkrankung der Adipositas auftretenden Diabetes mellitus.
Der Roux-en-Y-Magenbypass und der Schlauchmagen sind aktuell die beiden häufigsten Verfahren der Adipositaschirurgie. Im Jahr 2014 wurde in Deutschland in 4083 Fällen ein Magenbypass bei Adipositaspatienten gelegt.
Der Eingriff ist benannt nach dem Schweizer Chirurgen César Roux (1857–1934), der als erster eine Y-förmige Anastomose anlegte, wie sie beim Roux-en-Y-Magenbypass im Bereich des Leerdarms geschaffen wird.

## Indikation
Die aktuelle S3-Leitlinie zur Chirurgie der Adipositas und metabolischer Erkrankungen sieht die generelle Indikation für einen adipositaschirurgischen Eingriff bei adipösen Patienten ab einem BMI von 35 kg/m2 gegeben, wenn konservative Therapieversuche fehlgeschlagen sind und eine oder mehrere Begleiterkrankungen der Adipositas vorliegen (z. B. Typ-2-Diabetes, koronare Herzkrankheit, arterieller Bluthochdruck oder Schlafapnoe). Ab einem BMI von 40 kg/m2 ist die chirurgische Behandlung auch ohne bestehende Begleiterkrankungen indiziert, wenn konservative Therapieoptionen ausgeschöpft sind. Ohne vorhergegangene konservative Behandlungsversuche kann die Indikation bei Patienten mit besonders schweren Folge- und Begleiterkrankungen – insbesondere gilt das bei Typ-2-Diabetes – gestellt werden, ebenso bei Patienten mit BMI≥ 50 kg/m2.
Laut Leitlinie können adipositaschirurgische Eingriffe auch bei Jugendlichen unter 18 Jahren ab einem BMI von 35 kg/m2 in Erwägung gezogen werden.
Zur Verfahrenswahl – im Wesentlichen zwischen Schlauchmagen und Roux-en-Y-Magenbypass – macht die Leitlinie keine Vorgaben. Die konkrete Indikation für einen Roux-en-Y-Magenbypass wird demnach immer unter Berücksichtigung der individuellen Situation des Patienten gestellt. Während die Schlauchmagen-OP weniger aufwändig ist, erzielt der Roux-en-Y-Magenbypass etwas größere Gewichtsreduktionen und gilt zudem tendenziell als günstigere Wahl bei einer bestehenden Reflux-Krankheit oder – aufgrund der etwas höheren Remissionsraten – bei Typ-2-Diabetes.

## Technik
Die Anlage eines Roux-en-Y-Magenbypass wird in der Regel als laparoskopischer Eingriff durchgeführt, der mindestens sechs Zugänge in Ober- und Mittelbauch erfordert. Zunächst wird ein kleiner Teil des Magens (Fassungsvermögen etwa 20 bis 40 ml) als sogenannter Magen-Pouch (Pouch: englisch für (kleiner) Beutel) mit einer Klammernaht vom Restmagen abgetrennt. Dann wird der Dünndarm im Bereich des Leerdarms durchtrennt, das untere freie Ende hochgezogen und mit dem Magen-Pouch zur sogenannten alimentären Schlinge verbunden (anastomosiert). Das obere, über den Zwölffingerdarm mit dem Restmagen verbundene freie Dünndarmende wird als sogenannte biliodigestive Schlinge typischerweise etwa 100 bis 150 cm unterhalb des neu angelegten Magenausgangs in einer Y-förmigen Anastomose wieder mit dem Dünndarm zum sogenannten Common Channel verbunden. Erst an diesem Punkt treffen die von Restmagen, Bauchspeicheldrüse und Galle produzierten und durch die biliodigestive Schlinge weitergeleiteten Verdauungssäfte auf den Nahrungsbrei, und die eigentliche Verdauung kann beginnen.
Die verkürzte effektive Dünndarmpassage der Nahrung schränkt sowohl die Verdauung als auch die Aufnahme von Nährstoffen durch die Dünndarmwand ein. Abhängig von der Länge des Common Channels geschieht das in unterschiedlich starkem Maße. Da der Magen-Pouch zudem ein wesentlich kleineres Volumen hat als der ursprüngliche Magen, nimmt der Patient nach einem Roux-en-Y-Magenbypass auch nur geringere Nahrungsmengen auf. Entsprechend wird der Roux-en-Y-Magenbypass als kombiniert restriktiv-malabsorptives Verfahren bezeichnet.

### Varianten: Proximaler und distaler Roux-en-Y-Magenbypass
Je nachdem, wie lang der für die eigentliche Verdauung zur Verfügung stehende Common Channel gewählt wird, spricht man vom proximalen (Common Channel etwa 250 cm lang) bzw. distalen (Common Channel etwa 120 cm lang) Roux-en-Y-Bypass. Standardverfahren ist die proximale Variante. Der seltener angewandte distale Roux-en-Y-Magenbypass führt aufgrund der durch den kurzen Common Channel verursachten stärkeren Malabsorption zwar zu noch deutlicheren Gewichtsreduktionen, aber auch zu ausgeprägten Mangelerscheinungen bestimmter Vitamine und Mineralstoffe (u. a. Eisen, Vitamin B12, Vitamin D) sowie zu Verdauungsproblemen (u. a. sogenannte Fettstühle).

## Wirkungsweise
Es wird oft behauptet, dass der Gewichtsverlust nach einem Magenbypass primär durch weniger Nahrung (kleinerer Magen) und schlechtere Verdauung (verkürzter Dünndarm) zustande kommt. Jüngste klinische und tierische Studien haben jedoch gezeigt, dass diese langjährigen Schlussfolgerungen über die Mechanismen eines Magenbypass (RYGB) möglicherweise nicht korrekt sind. Immer mehr Forschungsergebnisse deuten darauf hin, dass die Veränderungen des Körpergewichts und des Stoffwechsels durch einen RYGB nicht einfach nur dadurch erklärt werden können, dass weniger Nahrung in den Magen passt und die Verdauung schlechter ist. Eine Studie bei Ratten stellte fest, dass RYGB zu einer 19-%-Erhöhung des Energieverbrauchs und zu einer 31-%-Zunahme des Grundumsatzes führte. Ratten, die nur so viel Nahrung erhielten, wie RYGB-operierte Ratten zu sich nahmen, verloren nur 47 % des Gewichts der operierten Ratten. Die verminderte Nahrungsaufnahme nach einem RYGB erklärt den Gewichtsverlust nur teilweise. Es gibt keine klinisch signifikanten Hinweise, dass eine geringe Absorption von Nahrungsenergie zum Gewichtsverlust beiträgt. Die Ursache für den Gewichtsverlust nach einem Magenbypass scheint eine Änderung der Gewichtsregulation, des Essverhaltens und des Energieverbrauchs zu sein.
Aktuelle Untersuchungen zeigen, dass mit einem Magenbypass immer auch eine Änderung der Darmflora, genauer des mikrobiellen Profils im Verdauungstrakt, einhergeht. Darüber hinaus konnte gezeigt werden, dass diese Veränderung in der Zusammensetzung der Mikroorganismen des Verdauungstrakts wesentlich zur Gewichtsreduktion und Verminderung der Adipositas nach einer R/Y-Magenbypass-Operation beiträgt: Forscher schätzen, dass das veränderte mikrobielle Milieu über 20 % des Effekts der Operation ausmachen könnte.

## Auswirkungen
Die operierten Patienten können bereits nach wenigen Tagen beginnen, wieder feste Nahrung zu sich zu nehmen. Relativ gefürchtet beim R/Y-Magenbypass ist das sogenannte Dumping-Syndrom, die sogenannte Sturzentleerung flüssiger und fester Nahrung vom Magen in den Dünndarm mit ihren Folgen.
Die Gewichtsreduktion ist wohl bei vielen Patienten schneller und größer als bei den sogenannten restriktiven Techniken wie etwa durch eine Verkleinerung des Magens, welche eine Mengenbeschränkung (Restriktion) der Nahrungsaufnahme erzeugt. Allerdings gibt es auch Berichte über Patienten, die nach mehreren Jahren etwa wieder fünf bis zehn Prozent des verlorenen Gewichtes zunehmen. Wie bei allen adipositaschirurgischen Maßnahmen mit Ausnahme des Magenbands müssen lebenslang Vitamine (insbesondere Vitamin B12), Spurenelemente (vor allem Kupfer) und Eiweiß zugeführt werden. Es gibt Hinweise auf ein erhöhtes Risiko für Nierensteine.